# Hockey Magazine
 (septembre 2017).
Si vous disposez d'ouvrages ou d'articles de référence ou si vous connaissez des sites web de qualité traitant du thème abordé ici, merci de compléter l'article en donnant les références utiles à sa vérifiabilité et en les liant à la section « Notes et références ».
Hockey Magazine est une revue bimestrielle de la presse française consacrée au hockey sur glace. Sa priorité éditoriale est le traitement de l'actualité du hockey sur glace français, à commencer par la ligue Magnus, la division 1, la division 2 et, si évènements marquant, de la division 3. Il traite également du hockey sur glace français féminin. 
S'ajoute à cela une mise en revue du championnat nord-américain de la Ligue nationale de hockey, et du championnat de France de roller in line hockey.

## Historique
Il a fait suite à de précédentes tentatives avortées (Hockey sur Glace Magazine et Hockey Mag'). Actuellement, il est bimestriel.